# Palmerines
Los Palmerines constituyen, junto a los Amadises, una de las series más importantes dentro del género de los libros de caballerías. Esta serie enmarca algunas obras como Palmerín de Oliva, Primaleón, Platir y Palmerín de Inglaterra.

## El ciclo hispano-portugués
El ciclo de los Palmerines contó con ocho integrantes en España y Portugal, los tres primeros escritos en español y los restantes en portugués:
1. El primer libro del ciclo fue Palmerín de Oliva (Olivia según la primera edición, publicada en Salamanca, 1511), inspirado en el Amadís de Gaula. La obra, que en algunas ediciones se atribuye a Francisco Vázquez, refiere en 176 capítulos las hazañas de Palmerín de Oliva y sus amores con Polinarda, hija del emperador de Alemania. La trama guarda semejanzas con la de Amadís y Oriana, aunque también contiene muchos episodios originales. El estilo es inferior al de su modelo, aunque no exento de mérito y algunas de sus páginas pueden leerse con placer.
2. El segundo fue el Primaleón (Salamanca, 1512), que narra en 217 capítulos las aventuras de Primaleón y de don Duardos, príncipe de Inglaterra. De este libro, que en algunas ediciones se atribuye a Francisco Vázquez, deriva la pieza dramática Don Duardos de Gil Vicente y otra de Paravicino, la Gridonia o cielo de amor vengado.
3. Siguió después Platir (Valladolid, 1533), obra quizá de Francisco de Enciso Zárate, en la que se relatan en 82 capítulos las aventuras del hijo menor de Primaleón y su esposa Gridonia.
4. El cuarto libro, Palmerín de Inglaterra (Toledo, 1547), es traducción de una obra portuguesa del mismo título que se imprimió veinte años más tarde en Évora, y compuesto por Francisco de Moraes. En esta obra se relatan en 101 capítulos las aventuras de Palmerín de Inglaterra y su hermano gemelo Floriano del Desierto, hijos de don Duardos de Inglaterra y su esposa Flérida, hija de Palmerín de Oliva y Polinarda.  Esta obra, junto con la siguiente, es la que algunos consideran el mejor libro de la serie, elogiado por Miguel de Cervantes, en el escrutinio de la biblioteca de don Quijote.
5. El quinto libro del ciclo ibérico fue la segunda parte de Palmerín de Inglaterra (Toledo, 1548), del mismo Francisco de Moraes, relata en 66 capítulos nuevas aventuras de Palmerín y Floriano.
6. El sexto libro del ciclo ibérico, también dividido en dos partes, la primera de 95 capítulos y la segunda de 46, fue Duardos de Bretaña, escrito en portugués por Diogo Fernandes y publicado por primera vez en Lisboa en 1587.
7. El sétimo y último libro impreso del ciclo, también dividido en dos partes, la primera de 97 capítulos y la segunda de 64, fue Clarisol de Bretaña, escrito en portugués por Baltasar Gonsalves Lobato y publicado por primera vez en Lisboa en 1602.
8. Quedó inédita la Crónica de Don Duardos de Bretaña, dividido en tres partes (la primera de 80 capítulos, la segunda de 86 y la tercera de 35). y escrita en portugués por Gonzalo Coutinho.

## El ciclo italiano
Los Palmerines fueron muy populares y fueron traducidos o retraducidos desde otras lenguas al francés, al inglés y al italiano. 
En italiano se publicaron el Palmerín de Oliva (Venecia, 1544), el Primaleón (Venecia, 1548), Platir (Venecia,1548), y las dos primeras partes de Palmerín de Inglaterra (Venecia, 1553 y 1554); todas estas obras fueron reimpresas en varias oportunidades. Además de las traducciones, el ciclo prosiguió con una serie de continuaciones:
1.- Flortir, continuación de Platir, escrita por Mambrino Roseo (1554); refiere en 143 capítulos las hazañas de Flortir, hijo de Platir y su esposa Florinda. 
2.- El Tercer libro de Palmerín de Inglaterra (Il terzo libro de i valorosi cavallieri Palmerino d'Inghiltierra, e Floriano suo fratello) (1559) de Mambrino Roseo. Es una continuación en 90 capítulos del Palmerín de Inglaterra.
3.- El Segundo libro de Palmerín de Oliva, de Mambrino Roseo (1560), cuya acción se intercala entre el Palmerín de Oliva y el Primaleón. Tiene 60 capítulos en los que se relatan nuevas aventuras de Palmerín de Oliva y otros caballeros.
4.- La cuarta parte del libro de Primaleón (Darineo de Grecia), de Mambrino Roseo (1560), en la cual se relatan en 73 capítulos las aventuras de Darineo de Grecia, primogénito de Primaleón y su esposa Gridonia.
5.- La Segunda parte de Platir, de Mambrino Roseo (1560), continuación de Darineo de Grecia, que relata las aventuras de Darnandro, hijo de Darineo. Tiene 86 capítulos.
6.- El segundo libro de Flortir, de Mambrino Roseo (1560). Tiene 131 capítulos y en ella se continúa la acción de la Segunda parte de Platir. Es la obra más extensa de todos los quince libros del ciclo de los Palmerines. 
7.- Polendos, de Pietro Lauro (1566), continuación de Primaleón, que narra en 101 capítulos aventuras de Polendos, hijo de Palmerín de Oliva y de la reina de Tarsi, y de Pompides, hijo del príncipe don Duardos de Inglaterra y de Argónida.
- Datos: Q6059065